# Hobby-Eberly-telescoop
De Hobby-Eberly Telescope (HET) is een moderne, voor spectroscopie geoptimaliseerde spiegeltelescoop. De telescoop bevindt zich op 2026 m hoogte op de Mt. Fowlkes in Texas, niet ver van het McDonald-Observatorium, en is genoemd naar de vroegere vice-gouverneur van Texas, Bill Hobby, en naar een weldoener uit Pennsylvania, Robert E. Eberly.

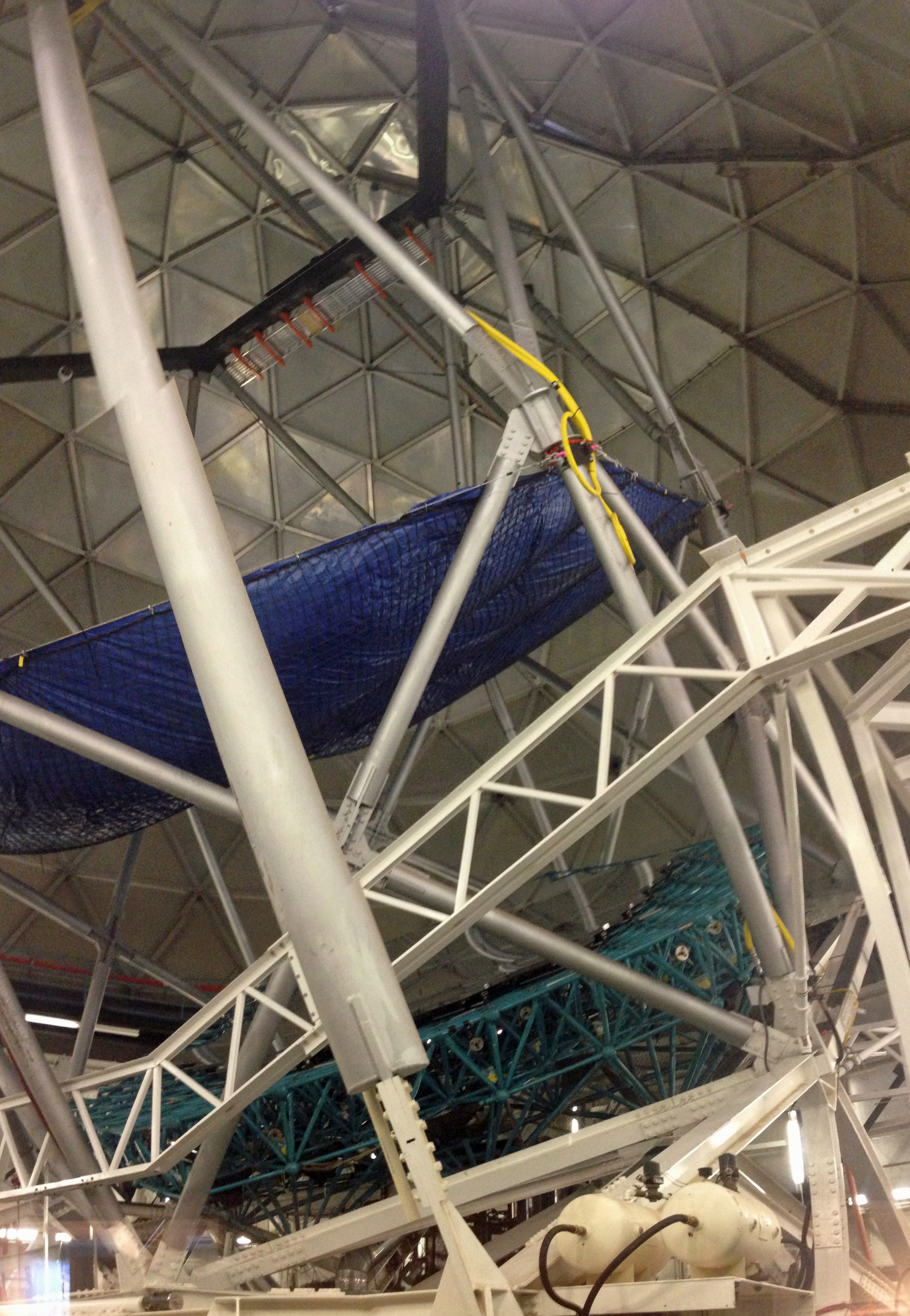
De Hobby-Eberly-telescoop

De hoofdspiegel heeft een effectieve diameter van 9,2 m. De telescoop is op een voor optische telescopen geheel nieuwe manier ontworpen. Een lichtopbrengst vergelijkbaar met die van de grootste bestaande telescopen, zoals de Keck-telescopen en de Very Large Telescope, moest tegen aanzienlijk lagere kosten worden gerealiseerd. In tegenstelling tot dergelijke telescopen is de HET niet in beide richtingen (azimut en declinatie) beweegbaar. Hij staat altijd op dezelfde declinatie van 55° boven de horizon, maar kan in azimutale richting bewegen. Daardoor is op een gegeven tijdstip slechts een beperkte cirkel aan de hemel toegankelijk, maar over een langere tijd beweegt een groot deel van de hemel door dit gebied. Het waar te nemen object wordt nu gevolgd door middel van een beweegbare „tracker” vlak bij het brandpunt van de hoofdspiegel, terwijl het object zich over dit cirkelvormige gebied verplaatst. De telescoop staat gedurende deze tijd stil. Afhankelijk van de declinatie van het object kan nu maximaal 0,75 tot 2,5 uur worden gevolgd.
De sferische hoofdspiegel van de Hobby-Eberly-telescoop bestaat uit 91 zeshoekige segmenten van elk 1 m diameter. De afmetingen van de hoofdspiegel bedragen 11,1 ×9,8 m, terwijl de lichtopbrengst overeenkomt met die van een spiegel van 9,2 m diameter. Door zijn constructie kan de HET niet met andere grote telescopen concurreren op het gebied van flexibiliteit, gezichtsveld en ruimtelijke resolutie. Daarentegen bereikt op zeer economische wijze de voor hogeresolutiespectroscopie noodzakelijke lichtsterkte.
De HET is een gezamenlijk project van de Universiteit van Texas in Austin, de Pennsylvania State University, de Stanford-universiteit, de Ludwig Maximilians-Universiteit in München en de Georg-August-Universität Göttingen. De eerste waarnemingen met een beperkt aantal elementen begonnen in 1996. In 1999 werd de telescoop voor wetenschappelijk onderzoek in gebruik genomen.
Ook de sinds november 2005 in gebruik zijnde Southern African Large Telescope gebruikt het concept van de Hobby-Eberly-telescoop.